# Cinnamomum aureofulvum
Cinnamomum aureofulvum är en lagerväxtart som beskrevs av James Sykes Gamble. Cinnamomum aureofulvum ingår i släktet Cinnamomum och familjen lagerväxter. Inga underarter finns listade i Catalogue of Life.